# Elsa Gidlow

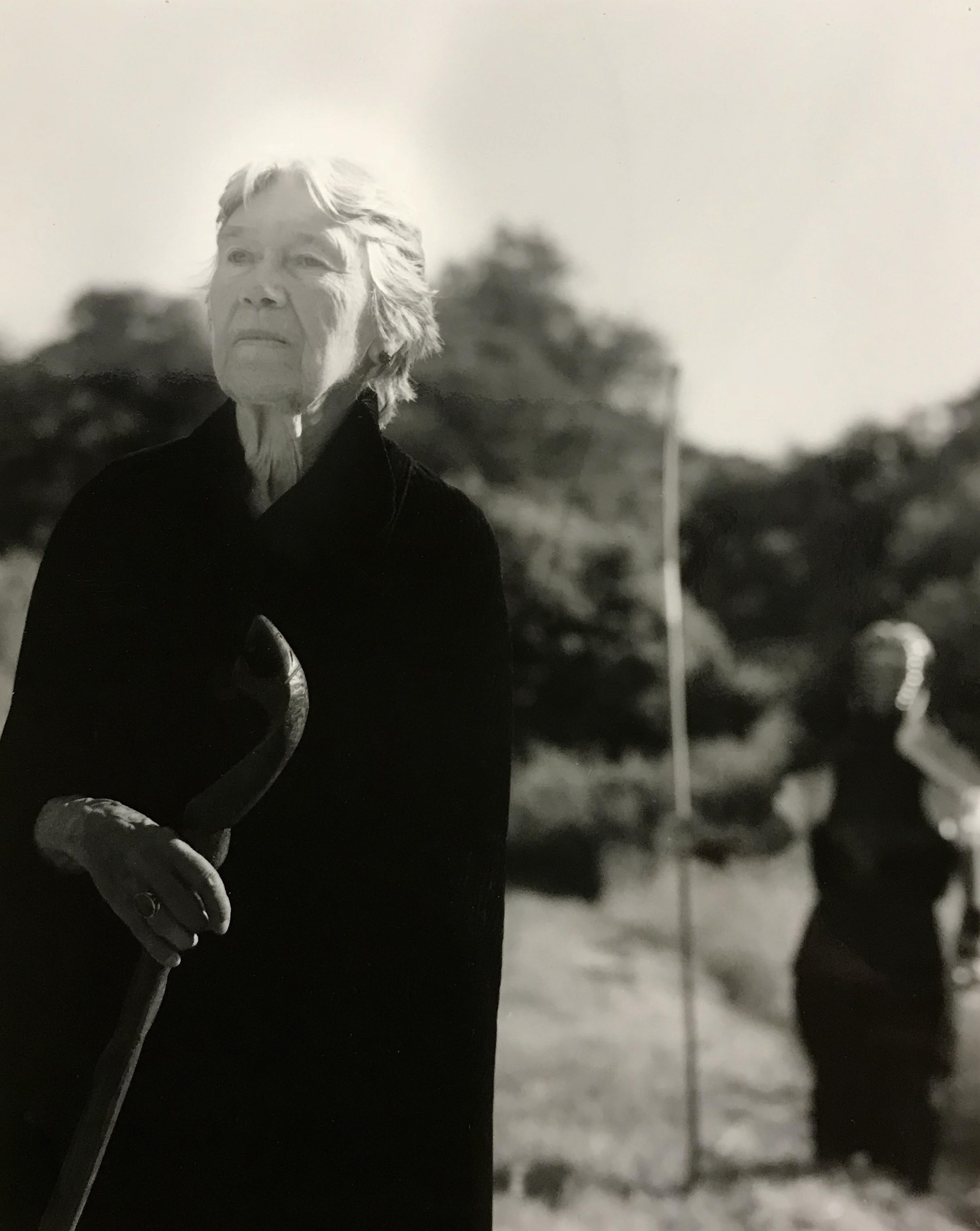
Elsa Gidlow (1981)

Elsa Gidlow (* 29. Dezember 1898 in Kingston upon Hull, Yorkshire, England; † 8. Juni 1986 in Mill Valley, Kalifornien) war eine US-amerikanische Dichterin, Journalistin und LSBTI-Aktivistin.

## Leben
Ihr Vater war Samuel A. Gidlow, ein Eisenbahnsicherheitsbeamter aus Nottingham. Ihre Mutter war Alice May (geb. Reichardt) Gidlow, die Tochter eines deutschen Einwanderers. 1904 wanderte Samuel Gidlow nach Kanada aus, wo er eine Arbeitsstelle in Tétreaultville, Montreal fand. Elsa hatte sechs Geschwister: Thea, Ivy, Stanley, Ruby, Eric und Phyllis.
Gidlow wurde bekannt durch ihren Gedichtband On a Grey Thread(1923), in dem erstmals in Nordamerika offen lesbische Liebe thematisiert wird.
Mit ihrem Mitarbeiter Roswell George Mills (1896–1966) gründete Gidlow 1918 die Zeitschrift Les Mouches fantastiques, die erste Zeitschrift in Nordamerika, in der schwule und lesbische Themen besprochen wurden. 1918 kam es in der Zeitschrift mit dem Journalisten H. P. Lovecraft zu einem Disput über den Ersten Weltkrieg. Gidlow zog 1920 im Alter von 21 Jahren nach New York City. Sie war unter anderem bei Frank Harris von Pearson's Magazine beschäftigt. Sie wurde Lyrikredakteurin und später Mitherausgeberin des Person's Magazine. 1926 zog Gidlow nach San Francisco. In den 1940er Jahren lebte sie in Fairfax, Kalifornien, wo sie 1944 ein Haus erwarb und sich in der Kommunalpolitik engagierte. 1954 veräußerte sie das Haus, erwarb eine Ranch und half dort in den 1950er Jahren bei der Gründung von Druid Heightsam Mount Tamalpais, einer ländlichen Gemeinde im kalifornischen Marin County, indem sie den Kauf fünf Acre Land finanzierte.
1962 gründete sie in Druid Heights gemeinsam mit dem Religionsphilosophen Alan Watts und dessen Ehefrau Mary Jane Yates die Gesellschaft für Vergleichende Philosophie. Gidlow knüpfte in den 1960er bis 1980er Kontakte zu vielen berühmten Künstlern, radikalen Denkern, Mystikern und politischen Aktivisten, darunter Dizzy Gillespie, Louis Armstrong, Margo St. James, Allen Ginsberg, James Broughton, Baba Ram Dass, Lama Govinda, Robert Shapiro, Maude Oakes, Robert Duncan, Clarkson Crane, Sara Bard Fields, Kenneth Rexroth, Edward Stiles, Roger Somers, Catharine MacKinnon und Maya Angelou.
1922 war Gidlow kurzzeitig mit Muriel Symington befreundet. Von 1924 bis zu deren Tod (1935) war Gidlow mit „Tommy“ Violet Henry-Anderson liiert. Von 1945 bis 1964 war Isabel Grenfell Quallo ihre Lebensgefährtin von Gidlow.

## Nachlass
Ihr schriftstellerische Nachlass befindet sich heute im GLBT History Museum in San Francisco.

## Werke (Auswahl)
- On a Grey Thread. Ransom, Chicago 1923.
- California Valley with Girls. Gidlow, San Francisco 1932.
- From Alba Hill. San Francisco 1933.
- Wild Swan Singing. Verlag Elsa Gidlow, 1954
- Letters from Limbo. 1956
- Moods of Eros. Druid Heights Books, Mill Valley 1970.
- Makings for Meditation. A Collection of Parapoems Reverent and Irreverent.  Druid Heights Books, Mill Valley, 1973.
- Wise Man's Gold. A Drama in Rhythm. Druid Heights Press, Mill Valley 1972.
- Ask No Man Pardon. The Philosophic Significance of Being Lesbian. Druid Heights Books, Mill Valley 1975.
- Sapphic Songs. Seventeen to Seventy.1976, ISBN  978-0-88447009-0.
- Sapphic Songs. Eighteen to Eighty, the Love Poetry of Elsa Gidlow. Druid Heights Books, 1982, ISBN 9780960656844.
- Elsa, I Come with My Songs. The Autobiography of Elsa Gidlow. 1985, ISBN 978-0-91293213-2.

Gidlows Gedichte sind bisher nicht ins Deutsche übertragen worden.